# 牧本浪潮
牧本浪潮（英語：Makimoto's Wave）是一个与摩尔定律类似的电子行业发展规律，它认为IC有规律的在“定制”与“可编程”之间变化，循环周期大约为10年。这个理论由日本的牧本次生（Tsugio Makimoto）在1987年提出。
牧本浪潮至今已经大约经历了5个周期。最近的周期是在1997年-2007年，为可编程时代，特点是在标准化制造的同时，由客户定制应用。